# Pont roman de Barbaste
Le pont roman de Barbaste est un pont construit sur la Gélise, entre Barbaste et Nérac, près de Lavardac, en Lot-et-Garonne, en Nouvelle-Aquitaine, à côté du Moulin d'Henri IV.

## Historique
Le pont de Barbaste se trouve sur le tracé de l'ancienne Ténarèze, voie antérieure à l'époque romaine qui reliait les Pyrénées à la Garonne, en passant par Eauze, Sos et Réaup, qui devait probablement franchir la Gélise par un gué, avant la construction du pont. Le moulin de Barbaste, appelé aussi moulin d'Henri IV, a été construit à la fin du XIIIe siècle à 20 mètres à l'amont du pont.
Un pont est cité à Barbaste dans le saisimentum de 1271, prise de possession de l'Agenais par le roi de France. Il a déjà été cité en 1259 dans l'hommage de toutes ses terres en Agenais, inter pontem de Barbasta et Garonnam, que rend Ysarn de Sainte-Marse au comte de Toulouse
Les Coutumes d'Agen montrent l'importance de ce pont au Moyen Âge :
En outre, nul homme (d'Agen) ne peut, par bête de somme ou de toute autre manière, transporter du sel dans la Gascogne au-delà du pont de Barbaste....
Le pont de Barbaste était la limite de l'application des Coutumes d'Agen.
La date de construction du pont, dans son état actuel, est discutée. Pour Marcel Prade, il est postérieur au moulin, datant probablement du XVe siècle. L'appareillage moins soigné ne serait pas alors le signe d'une antériorité du pont sur le moulin, mais d'un ouvrage utilitaire. Pour Jean Mesqui, il n'est pas antérieur au XVIe siècle
Le pont était muni de défenses qui ont disparu. C'est ce que montre un devis de charpenterie de 1606. Il y avait  un pont-levis à l'emplacement de la dernière travée, en rive droite. La quatrième travée montre des traces de mâchicoulis laissant penser qu'une défense se trouvait au milieu du pont.
Des réparations ont été faites sur le pont à toutes les époques, et en particulier à la fin du XVIIIe siècle.
Le pont a été classé au titre des monuments historiques le 30 novembre 1960,.

## Description
Le pont comporte dix arches en plein cintre d'une ouverture comprise entre 5,20 et 6 mètres.
L'épaisseur des piles est variable entre 2,30 et 4,90 mètres. Elles sont prolongées d'un avant-bec et d'un arrière-bec triangulaires qui se prolongent jusqu'aux parapets, sauf les cinquième et huitième piles à partir de la rive droite (moulin) qui n'ont pas d'arrière-becs. La largeur totale du tablier est de 3,30 mètres pour atteindre au maximum 6,30 mètres dans la largeur maximale  des piles avec avant et arrière-becs.